# ارمغان مغان
هدیه مغان، ارمغان مغان یا هدیه‌های کریسمس (به انگلیسی: The Gift of the Magi) داستان کوتاهی از او. هنری نویسنده آمریکایی که نخستین بار سال ۱۹۰۵ در روزنامهٔ نیویورک ورلد و سپس در داستان کوتاه چهار میلیون منتشر شد. سپس به دلیل محبوبیت زیاد، بارها به‌صورت کتاب مستقل نیز به چاپ رسید. داستان در مورد زوج جوان و فقیری است که در آستانهٔ کریسمس با از خودگذشتگی برای یکدیگر هدیه‌های گرانبهایی تهیه می‌کنند.
این داستان یکی از فنی‌ترین داستان‌های کوتاه تاریخ است و معمولاً بررسی آن در کتاب‌های آموزش داستان‌نویسی به نویسندگان تازه‌کار توصیه می‌شود.

## خلاصه داستان
جیمز و دلا زوج جوان و فقیری هستند. هر کدام از آن‌ها چیزی دارد که به آن افتخار می‌کند: دلا موی بلند و بسیار زیبایی دارد؛ و جیمز، ساعتی طلا که از پدربزرگ، و سپس پدر او، به وی به ارث رسیده‌است. در یکی از اعیاد کریسمس، دلا که تنها ۱ دلار و ۸۷ سنت دارد، به سلمانی نزدیک خانهٔ خود می‌رود و موی خویش را به قیمت ۲۰ دلار می‌فروشد. کمی بعد، زنجیری پلاتینیومی برای ساعت جیمز به قیمت ۲۱ دلار می‌خرد. او به خانه می‌دود و شام را آماده می‌کند؛ در حالی که ۸۱ سنت بیشتر ندارد. سپس جیمی به خانه میاید؛ او از دیدن دلا به ان شکل شگفت زده می‌شود و دلا برای وی توضیح می‌دهد که برای خریدن هدیهٔ او موی خود را فروخته‌است. سپس، جیمی هدیه خود را به او نشان می‌دهد: دو گیره مو، برای موهای بسیار بلند دلا، او به هر حال نمی‌توانست هدیه ای بهتر از این تهیه کند؛ مگر اینکه از کوتاه بودن موهای دلا خبر داشت. دلا ابتدا ناراحت می‌شود ولی سپس می‌گوید: «جیمز، موهای من به زودی بلند خواهند شد؛ بگذار هدیهٔ تو را نشانت بدهم» و زنجیر طلا را نشان می‌دهد. جیمز لحظه‌ای به ان می‌نگرد، سپس به روی مبل می‌نشیند، لبخندی به پهنای صورت می‌زند و می‌گوید:
 «او، دلای عزیزم! من ساعت طلایم را فروختم تا این گیره‌های گران‌قیمت را برای موهای تو بخرم!»

## توضیحاتی پیرامون نام داستان
مغان در انجیل نام سه مرد خردمندی است که به جستجوی عیسای تازه متولد شده، به فلسطین می‌آیند و هدایایی برای او می‌آورند. رسم هدیه‌دادن در روز کریسمس، از این هدیهٔ مغان به پیشگاه عیسای نوزاد به جا مانده‌است.